# Art marketing
Pod pojmem art marketing se ve světové, především anglicky psané, literatuře obvykle rozumí marketing výtvarného umění fine art, a to jak na trzích s uměleckými díly, tak v oblasti vystavování resp. zpřístupňování umění a kulturního dědictví veřejnosti; marketing muzeí a galerií v neziskové oblasti.
Širší pojetí zahrnuje nejen výtvarné umění, ale marketing ve všech oblastech kultury a umění, tedy i literaturu, hudbu, divadlo, architekturu, film a užité umění. Zabývá se jak marketingem výkonných umělců (herců, zpěváků, hudebníků), tak i marketingem autorských práv a prodejem uměleckých děl. V tomto odkazu je pojem art marketing chápán jako označení pro marketingové možnosti v celé oblasti kultury, neboť česká terminologie pro tento obor není ustálená. Hlavní důraz je kladen na neziskové organizace spravující kulturní dědictví.
V nejširším pojetí art marketing zahrnuje řadu odvětví:
- Marketing kulturní organizace či firmy.
- Výtvarné umění (fine arts)
- Reprodukční umění (performing art) zahrnuje vážnou i populární hudbu, divadlo ve všech jeho formách (činohra, balet, opera, pantomima)
- Mediální umění je mladý obor v umění. Do této kategorie patří televizní a rozhlasová tvorba, ale i texty, grafika a fotografie určené pro periodický tisk.
- Film ve všech jeho podobách (hraný, animovaný, dokumentární; celovečerní, krátkometrážní; komerční, instruktážní apod.)
- Multimediální umění využívá více žánrů současně. Patří sem (nejen) veletrhy, komerční výstavy, akce, hapenningy.
- Literatura, hudba – ve smyslu díla, které při dodržení zákonů v oblasti autorských práv může být dále reprodukováno.
- Obchod s autorskými právy (spisovatel, skladatel, výtvarník, režisér, …).
- Nakladatelská a vydavatelská činnost literatury, hudebních a filmových nosičů.
- Architektura.
- Kulturní instituce, památky.
- Sponzoring kultury a mecenáštví (fundraising).
- Využití umělců, uměleckých děl (děl chráněných autorskými právy) pro reklamní a marketingové účely.

## Art marketing – charakteristika, přehled
Do art marketingu v nejširším pojetí patří marketing kulturní organizace či firmy a marketing jakéhokoli odvětví kultury a umění; především reprodukční umění, (performing art), mediální umění, film, výtvarné umění, multimediální umění, v nehmotné podobě art marketing autorských práv, v hmotné podobě nakladatelská a vydavatelská činnost literatury, hudebních a filmových nosičů, ale také architektura. Spojení umění, kultury a firem se odráží ve sponzoringu kultury a mecenášství (fundraising) i ve využití umělců a uměleckých děl (děl chráněných autorskými právy) pro reklamní a marketingové účely. Umění může být předmětem art marketingu stejně jako jeho nástrojem. Art marketing lze využívat jak v neziskové sféře, kde je (nekomerčním) cílem uspokojovat potřeby a přání určitého okruhu lidí, tak i v oblasti obchodu s uměním, ve sféře komerční.

## Cíle art marketingu
Cílem marketingu je dodat produkt (nabídku) správným skupinám zákazníků, v pravý čas, na správném místě (distribuce), za odpovídající ceny a s přiměřenou propagací, lépe než konkurence. Moderní přístup zdůrazňuje roli zákazníka a nutnost obousměrné komunikace s ním, klade důraz na spokojenost návštěvníků, publika a uživatelů, to vše ve vysoce konkurenčním prostředí. Kulturní organizace ke konkurenčním strategiím přidávají i strategie kooperace s podobnými institucemi. Všechny tyto vazby jsou založeny na komunikaci. K dosahování cílů slouží marketingové nástroje, neboli marketingový mix.
Art marketing je aplikace marketingu v kultuře a umění, má dvě polohy. První je marketing kulturního dědictví, umění a umělců, druhá poloha se týká využití umění v marketingu, tedy využití umělců, uměleckých děl a kulturního dědictví v korporátní image a pro komerční účely. Zahrnuje uměleckou práci na zakázku, živá vystoupení moderátorů, zpěváků, hudebníků, herců na komerčních firemních akcích, najdeme ji v oblasti reklamy (reklamní spoty) a designu, v užitém umění, při tvorbě plakátů i klasických obrazů nebo fotografií. Propagační a dokumentární filmy používají kulturní instituce i firmy, jsou jedním z nástrojů marketingové komunikace kulturních institucí.
Spojení korporátní image s filmem je možné i v oblasti product placementu. Product placement znamená viditelné placené umístění značkového produktu do filmu, ale i do dalších médií (televize, rozhlas, román nebo písňový text). Má význam i pro památky, muzea, galerie, operní domy, koncertní síně a další organizace v oblasti kultury. Ti za možnost natáčet ve svých interiérech i exteriérech nejen nic neplatí, ale ještě získávají prostředky za pronájem. Objevit se ve filmu jim však přináší publicitu a další zákazníky, proto se organizacím vyplatí vůči filmařům vstřícnost i rozumná cenová politika. Druhou rovinou je využití marketingu v umění a kultuře.
Marketing umění se dále dá rozdělit na obchod s uměním, tedy jeho komerční využití, a na marketing umění v neziskové sféře. Z pohledu moderního marketingu je funkcí art marketingu také získávat lidi a firmy, aby si zvykli kulturu a umění obecně podporovat.

## Komerční art marketing a produkt
Umění je produkt. Umělecké dílo je originál, unikát, vysoce vzácný, omezený statek. Umělecké dílo se vyznačuje nemožností výroby ve velkém, jen některá díla existují v limitovaných sériích, např. číslovaná grafika. Umělecké dílo může plnit funkci dekorační a estetickou, funkci investiční a uchování hodnoty a prestižní funkci. Umělecké dílo výkonných umělců přináší neopakovatelný zážitek.
Umělecké dílo je specifický produkt i z toho důvodu, že konzumací (tj. prohlížením, zkoumáním, vystavováním) ani časem neztrácí hodnotu, ani nedochází k morálnímu opotřebení. Umělecké dílo podléhá zákonitostem nabídky a poptávky, módy a vkusu. Na komerčních trzích s uměním jsou nabízena díla na prodej, práva prohlížení děl v soukromých galeriích, právo poslechu (hudby) nebo zhlédnutí představení. K nemateriálním vlastnostem patří značka, což je jméno autora. Produktem může být z pohledu marketingových nástrojů i umělec. Na jeho prosazení se na trhu a u umělecké kritiky bude záviset poptávka po jeho tvorbě i cena.

## Distribuce
Distribuce umění a kulturního dědictví. Distribuce je proces, jehož cílem je doručit zákazníkovi produkt (hodnotu, která mu přináší užitek a uspokojení) v místě a čase, které zákazníkovi vyhovují. Památky ani muzea a galerie sídlící v historických objektech si nemohou své místo vybírat. Mohou ale zákazníkovi pomoci zorientovat se, poradit, jak se do instituce dostane, mohou iniciovat zastávku hromadné dopravy, umístění orientačních značek, umožní-li to místní podmínky, mohou vybudovat parkoviště. Druhou dimenzí je čas, otvírací doba a načasování mimořádných akcí.
Služby jsou specifickým produktem, jehož dodání je s místem, časem a personálem svázáno ještě těsněji. Místo, jeho prestiž a atmosféra jsou samou podstatou produktu. Hlavní faktory, které ovlivňují distribuci služeb kulturních organizací jsou: místo, budova, sídlo organizace (časová a fyzická přístupnost, atraktivita a atmosféra), odvětví nebo hlavní předmět činnosti organizace, dostupnost (doprava) a působnost (místní, národní, celosvětová), putovní výstavy a zápůjčky, zájezdové programy, výstavy mimo prostory instituce, publikace, veřejná vystoupení, prezentace na konferencích, mezinárodních soutěžích a festivalech a elektronické zpřístupnění nabídky.
Distribuce nabídky může být uplatňována i pomocí prostředníků na partnerské bázi s incomingovými cestovními kancelářemi, s pořadateli kongresů a dalších akcí v blízkém okolí, s ubytovacími zařízeními a dopravními společnostmi nebo s místními organizacemi, především s turistickými informačními centry, ale i např. se školami, zájmovými organizacemi, kluby seniorů apod. Důležitá je i spolupráce s místní samosprávou, především co se týče veřejného značení přístupových cest.
Zápůjčky a putovní výstavy nebo hostování na partnerských scénách přitahuje publicitu a vede k reciprocitě, tedy obohacení nabídky organizace.

## Cena
Z ekonomického hlediska je cena základním faktorem, který ovlivňuje poptávku. Cena služeb neziskových kulturních institucí je specifická v tom, že si za základ nebo dolní limit nebere náklady, ani nemusí být koncipována s ohledem na zisk. Tyto statky mají pro společnost specifický význam z hlediska zachování kulturního dědictví, pro vzdělanost obyvatel i národní paměť, a proto je jejich cena dotována ze státního nebo místních rozpočtů (merit goods).
Omezujícími vnějšími faktory v kulturní a neziskové sféře jsou ekonomické činitele (rozpočtové možnosti), právní činitele (legislativa) a společenské činitele (jak veřejnost vnímá danou aktivitu).
Než kulturní organizace začnou uvažovat o cenových strategiích, musí vědět, jaké hodnoty zákazníkům nabízejí, ale také jakou hodnotu zákazníci této nabídce přisuzují a musí prostřednictvím propagace a publicity tuto hodnotu zprostředkovat veřejnosti a přesvědčit ji, že se o hodnotu jedná. Následně musí zjistit, jakou váhu různé segmenty trhu jejich nabídce přikládají, a až poté mohou začít uvažovat o konkrétní oceňovací strategii. U organizací spravujících kulturní dědictví to zahrnuje rozhodnutí o tom, zda a jak stanovit ceny za vstupné, členské a abonentní karty a za speciální nabídky. Speciálními nabídkami rozumíme balíčky služeb, mimořádné výstavy, pořádané akce a programy, pronájem prostor a komerční služby, zboží v muzejním obchodě, půjčování exponátů, sponzoring.
Organizace svoji cenu koncipují s ohledem na cíle, které si kladou. V úvahu připadá maximalizace počtu návštěvníků, maximalizace příjmů, cena zohledňující ceny ostatních volnočasových aktivit, přizpůsobení se cenám přímé konkurence, sociálně spravedlivá cena, návratnost nákladů a zisková rezerva na budoucí náklady.
Cena na trzích umění, resp. cena dosahovaná při prodeji uměleckých děl, odráží celou řadu specifických faktorů (vkus, preference, motivy, módu, styl, renomé autora).

## Komunikační mix
Marketingová komunikace používá svůj vlastní komunikační mix, který tvoří reklama, public relations, podpora prodeje a přímý prodej, v oblasti kultury se stále více prosazují moderní nízkonákladové formy propagace prostřednictvím e-marketingu na sociálních sítích, vlastních webových stránkách, virálního marketingu nebo guerilla marketingu a event marketingu.

### Reklama
Reklama je neosobní placená forma marketingové komunikace. Kulturní organizace mohou použít některou z následujících čtyřech forem reklamy: reklamu propagující instituci, její jméno a image, reklamu zaměřenou na produkt (nabídku), která propaguje sbírky, konkrétní kolekci, výstavu, autory nebo významný exponát, reklamu zaměřenou na událost propagující jednorázovou akci, program nebo reklamu zaměřenou na zákazníky, která má za úkol získat předplatitele, abonenty.

### Public Relations
Public relations jsou pro kulturní neziskové organizace nejlevnější a nejúčinnější formou marketingové komunikace.
Kulturní neziskové organizace zaměřují své PR aktivity na rozhodující skupiny veřejnosti. Těmi jsou především stálí návštěvníci, abonenti, členové, v případě existence členských programů, a dárci, mecenáši a patroni a instituce státní a místní samosprávy jako nejvýznamnější donátoři neziskových kulturních organizací. Nezastupitelnou úlohu mají i sponzoři a potenciální sponzoři. Mezi další důležité skupiny patří experti, tedy vědci, znalci, kritici z oboru a média, která jejich informace zprostředkovávají. Důležitou referenční skupinou jsou i zaměstnanci. Hlavní cílovou skupinou jsou však návštěvníci a potenciální návštěvníci. V ideálním případě se publicita dostane za rámec cílových skupin, k nejširší veřejnosti. Hlavním nástrojem publicity kulturních organizací jsou vernisáže a premiéry.

### Podpora prodeje
Podpora prodeje neboli prodejní reklama se skládá z krátkodobých stimulů, které mají motivovat zákazníka k jednání, nákupu produktu nebo služby. Využívá (dočasných) slev, kupónů, dárků, odměn, poskytnutí výhod. Podpora prodeje ze strany kulturních organizací znamená jednak podporu návštěvnosti, ale i skutečnou podporu prodeje doprovodných služeb a případně i výrobků, např. suvenýrů, katalogů, odborných publikací.

### Direkt marketing
Direkt marketing je formou osobní komunikace, kterou lze přizpůsobit každému příjemci nebo skupině příjemců na míru, příjemce této propagace si organizace sama volí. Muzea, galerie a divadla rozesílají pozvánky na vernisáže, premiéry a speciální akce svým členům a abonentům, dárcům a sponzorům, a dalším významným lidem. Direkt marketing zahrnuje poštovní zásilky, telefonní kontaktování a e-mailovou poštu. Účinnost je podle počtu odpovědí a způsobu reakcí lehce měřitelná.

## Zákazníci, návštěvníci, publikum a segmentace
Kulturní organizace neobsluhují masový trh. Mají své specifické segmenty zákazníků s jejich potřebami a přáními, která musí identifikovat, a připravit nabídku, která tyto skupiny zákazníků osloví. Art marketing se kromě klasických segmentačních proměnných (pohlaví, věk, vzdělání, příjem) soustředí na dva výrazné segmenty v kategorii návštěvníků; na návštěvníky místní (potenciální, občasné a pravidelné) a na turisty (jednorázoví zákazníci, ale s geograficky širokým referenčním potenciálem).

### Segmentace firem a organizací
Segmentace firem za účelem nalezení vhodných potenciálních přispěvatelů kulturním institucím je jedním ze základních úkolů cíleného art marketingu těchto organizací. Firemní segmentace při vyhledávání dodatečných zdrojů, grantů, sponzorských příspěvků a darů zahrnuje objektivní i subjektivní proměnné. Objektivní proměnné jsou velikost firmy, místo, kde firma působí (může mít zájem oslovit zákazníky kulturní organizace?), obor, ve kterém firma podniká (mají její produkty nějaký vztah k předmětu činnosti organizace?), zdroje, které má firma k dispozici, vztah firmy ke sponzoringu obecně, vztah firmy ke sponzoringu kultury nebo vztah firmy ke kultuře. Mezi subjektivní proměnné patří např. zájmy a preference majitele firmy nebo osobní vztahy mezi vedením organizace a majiteli nebo managementem firmy.
Kulturní organizace může provádět firemní segmentaci i s ohledem na potenciální spolupráci s firmami a neziskovými organizacemi při získávání zákazníků. Do této kategorie patří segmenty typu organizací působící v cestovním ruchu (hotely, dopravci, cestovní kanceláře), společenských a zájmových organizací (pro mládež, pro seniory, vzdělávací instituce), médií, zaměřených na kulturu, a firem, které v rámci svých motivačních programů poskytují zaměstnancům benefity v podobě vstupenek.

## Plánování a strategie
Marketingový audit je základem pro stanovení priorit a strategií organizace. Organizace schraňující a zpřístupňující kulturní dědictví jsou v evropských podmínkách z velké části financovány z veřejných zdrojů, a proto na ně roste politický i veřejný tlak, aby lépe vycházely vstříc širšímu okruhu zákazníků. K tomu je nutné, aby se přestaly soustředit jen na vnitřní záležitosti, vstupy (sbírky, zdroje, personál), a začaly se orientovat na výstupy (rozsah a periodicitu výstav, vzdělávacích a doplňkových kulturních programů). Společenská marketingová koncepce nehodnotí jen výstupy, ale především výsledky, společenský dopad nabídky těchto organizací, jaké zážitky, zkušenosti a postoje si odnášejí návštěvníci. I odborné téma lze poutavě představit laické veřejnosti, zábavná forma nesnižuje odbornou hodnotu, zvyšuje návštěvnost a spokojenost návštěvníků, je přidanou hodnotou, kterou laik ocení a odborníka neuráží. Právě tato přidaná hodnota často tvoří image instituce, spolu s produktem (nabídkou) a publikem (poptávkou) tvoří základní trojúhelník hodnot organizace.
Marketingová koncepce využívá k uskutečňování svých cílů síť vzájemně provázaných vztahů, např. databáze klientů (abonenti divadel a koncertů, kluby přátel muzeí a galerií, frekventanti vzdělávacích kurzů, uživatelé knihovny), okruhu autorů, sběratelů apod. Trhy, kde se obchoduje s uměním často spolupracují s velkými firmami, bankovními domy a pojišťovnami, tedy s klienty, kteří umění zahrnují do svého portfolia, nebo díla nakupují do svých reprezentativních prostorů (často nákup plní obě funkce současně). I v oblasti umění a kulturního dědictví má každá ze stran směny hodnoty, které může nabídnout straně druhé.
Úkolem art marketingu není určovat strategické cíle muzeí, ani ostatních kulturních organizací nebo památkových objektů. V kulturních organizacích jsou to vysoce kvalifikovaní odborníci ve své, často velice úzké specializaci, kteří rozhodují o zásadních otázkách. Z pohledu art marketingu je kurátor nebo dramaturg „product manager“, ale ostatní marketing hraje v případě správy kulturního dědictví pouze pomocnou roli, a to ve zprostředkování tohoto dědictví veřejnosti. Marketing je jen jedním z nástrojů, který pomůže k dosažení některých ze strategických cílů.
Strategický plán se týká poslání a cílů organizace, marketingový plán se tyto cíle snaží zprostředkovat zákazníkům, partnerům a širší veřejnosti, v případě rozpočtových a příspěvkových organizací i zřizovateli, potenciálním sponzorům a případným dárcům.
Volba strategie na trzích umění a kulturního dědictví znamená vhodně zkombinovat základní cíle s cíli marketingovými tak, aby se doplňovaly a podporovaly. Kulturní organizace každodenně přicházejí do styku s veřejností, a kromě plnění odborných cílů musí uspokojovat návštěvníky, své zákazníky.